# Вукојевиће
Вукојевиће (код локалног становништва уобичајен назив је и Вукојевићи) је насеље у општини Зубин Поток на Косову и Метохији. Атар насеља се налази на територији катастарске општине Брњак. Често се сматра засеоком Брњака, али за разлику од њега није у сливу Брњачке реке, већ са друге стране Брњачког Брда и врха Теар, тако да је са јужне падине која се спушта ка Ибру и језеру Газиводе. После ослобађања од турске власти место је у саставу Звечанског округа, у срезу митровичком, у општини брњачкој и 1912. године има 76 становника (заједно са засеоком Орашак).

## Демографија
Насеље има српску етничку већину.
Број становника на пописима:
- попис становништва 1948. године: 83
- попис становништва 1953. године: 91
- попис становништва 1961. године: 89
- попис становништва 1971. године: 79
- попис становништва 1981. године: 44
- попис становништва 1991. године: 47